# Najib ad-Dawlah
Najib ad-Dawlah (paštština: نجيب الدوله), také známý jako Najib Khan Yousafzai (paštština: نجيب خان), byl Rohilla Yousafzai Paštun. Rohillové byla indicko-afghánská dynastie arabského původu. Nejprve sloužil v armádě Mughalské říše. V roce 1757 Mughalskou říši opustil a připojil se k Ahmadovi Šáh Durránímu. Ahmad Šáh tehdy Dillí dobyl a moc mughalských císařů byla oslabena. Najib byl jmenován do funkce Mir Bakshi a stal se de facto vládcem Dillí, zatímco mughalský císař zůstal bez skutečné moci. Najib se stal vládcem území Rohilkhand, oblasti v severozápadní části indického státu, dnes Uttarpradéš. V roce 1740 založil město Najibabad v okrese Bijnor v Indii.

## Život
Svou kariéru zahájil v roce 1743 jako voják. Pocházel z regionu Swabi, jednoho ze čtyř regionů Pákistánu. V roce 1757 se přidal k Ahmadu Šáhovi Durránímu a po jeho vítězství v bitvě o Dillí byl jmenován Mir Bakshi mughalského císaře. Je znám také jako Amir al-Umra, Shuja ad-Dawlah. V letech 1757 až 1770 byl guvernérem Saháranpuru a vládl v Dehradunu. Mnoho architektonických památek z období jeho vlády se nachází v Najibabadu, který založil na vrcholu své kariéry jako mughalský ministr.

## Smrt
Poté, co téměř deset let chránil Rohilkhand, Dillí a Agru jako vladař Mughalské říše, onemocněl a zemřel 30. října 1770

## Zničení jeho hrobky Marathy
Jeho syn Zabita Khan byl poražen maráthskou armádou v roce 1772 a pevnost Pathargarh byla zcela vypleněna jako pomsta za smrt Maráthů v bitvě o Dillí a u Pánípatu. Marathové také zničili Najibův hrob a jeho kosti rozházeli všude kolem.